# Lithacodia cretiferana
Lithacodia cretiferana là một loài bướm đêm trong họ Noctuidae.